# Gimme Some Skin, My Friend
Clip vidéo
[vidéo] « The Andrews Sisters - Gimme Some Skin, My Friend », sur YouTube
[vidéo] « The Delta Rhythm Boys - Gimme Some Skin My Friend », sur YouTube
Gimme Some Skin, My Friend (tape dans mes mains, mon ami, en anglais) est un standard de jazz close harmony, des auteurs-compositeurs Gene de Paul, Don Raye, et Red Mack, enregistré en single en 1940 par The Delta Rhythm Boys,. Sa reprise en 1941 par le groupe de chanteuses américaines The Andrews Sisters, avec le big band jazz de Vic Schoen (en), chez Decca Records d'Hollywood à Los Angeles, pour la musique du film Deux Nigauds marins d'Abbott et Costello, est un des plus importants succès de leur répertoire.

## Histoire

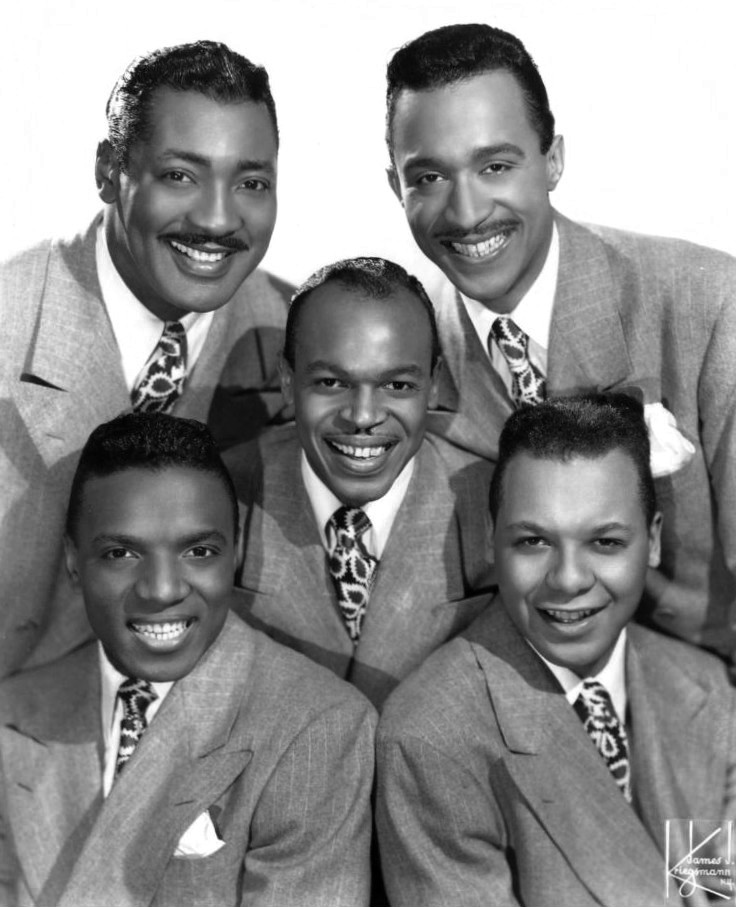
The Delta Rhythm Boys, vers 1951.

The Andrews Sisters enregistrent cette chanson pour le film Deux Nigauds marins, de la série de films comiques Deux Nigauds d'Abbott et Costello (variante de Laurel et Hardy) où elles jouent leurs propres rôles (suite du film américain à succès Deux Nigauds soldats de la même année, où elles interprètent entre autres leurs tubes de la Seconde Guerre mondiale Boogie Woogie Bugle Boy et Bounce Me Brother With a Solid Four...). 
Le film sort le 31 janvier 1941, avant l'attaque japonaise sur Pearl Harbor du 7 décembre, et l'entrée en guerre des États-Unis du 8 décembre.

## Au cinéma
- 1941 : Deux Nigauds marins, d'Abbott et Costello.